# Bramocharax
Bramocharax es un género de peces de la familia Characidae en el orden de los Characiformes.

## Especies
Hay cuatro especies en este género:
- Bramocharax baileyi D. E. Rosen, 1972
- Bramocharax bransfordii T. N. Gill, 1877
- Bramocharax caballeroi Contreras-Balderas & Rivera-Tiellery, 1985
- Bramocharax dorioni D. E. Rosen, 1970